# Mary Brennan Karl
Mary Brennan Karl (1893-1948) fue una educadora estadounidense que fundó la escuela que se convertiría en el Colegio Estatal de Daytona. En 2011 fue admitida en el Salón de la Fama de las mujeres de Florida.

## Biografía
Mary Karl nació en Harbor Beach, Michigan y se graduó en la Noble School of Elocution de Detroit y en el Emerson College de Boston, Massachusetts. En 1921 se casó con Fred Karl, copropietario del sistema telefónico de Harbor Beach, y se mudó al condado de Volusia, Florida. Comenzó su carrera educativa enseñando cursos de negocios en el sistema escolar del condado. Más tarde se convirtió en profesora de negocios en la escuela Opportunity en 1931, un instituto de formación profesional. Amplió los cursos que se ofrecían en la escuela y la condujo a través de un período de gran crecimiento, convirtiéndose en la directora en 1937. Durante la Segunda Guerra Mundial, Karl y la escuela Opportunity entrenaron a miles de personas, enseñando a los ciudadanos a trabajar en las industrias de defensa.
Cuando la Segunda Guerra Mundial inició su etapa final, la escuela pasó a ser específicamente para veteranos. En la posguerra, Karl, apoyada por la prensa local y los líderes políticos, además de trabajar con Mary McLeod Bethune y reunirse con Eleanor Roosevelt, convenció a la Administración de Bienes de Guerra de que donara el centro Welch, un complejo que consta de cincuenta y cinco edificios (aulas, una biblioteca, cafetería y dormitorios), y una piscina olímpica al condado de Volusia. El consejo del condado votó para nombrar a la escuela como la Escuela Vocacional Mary Karl.

### Fallecimiento y legado
Karl murió en 1948. Aunque siempre había sido su objetivo a largo plazo que la escuela se convirtiera en parte del Sistema Universitario Estatal de Florida o en una universidad comunitaria, ninguna de las dos cosas ocurrió durante su vida. Sin embargo, poco después de su muerte, se construyó el Colegio Comunitario de Daytona Beach. La escuela se fusionó más tarde con la Escuela Vocacional Mary Karl para convertirse en el Colegio Estatal de Daytona. La institución aún alberga el Centro de Recursos de Aprendizaje Mary Karl.